# 석유 제품

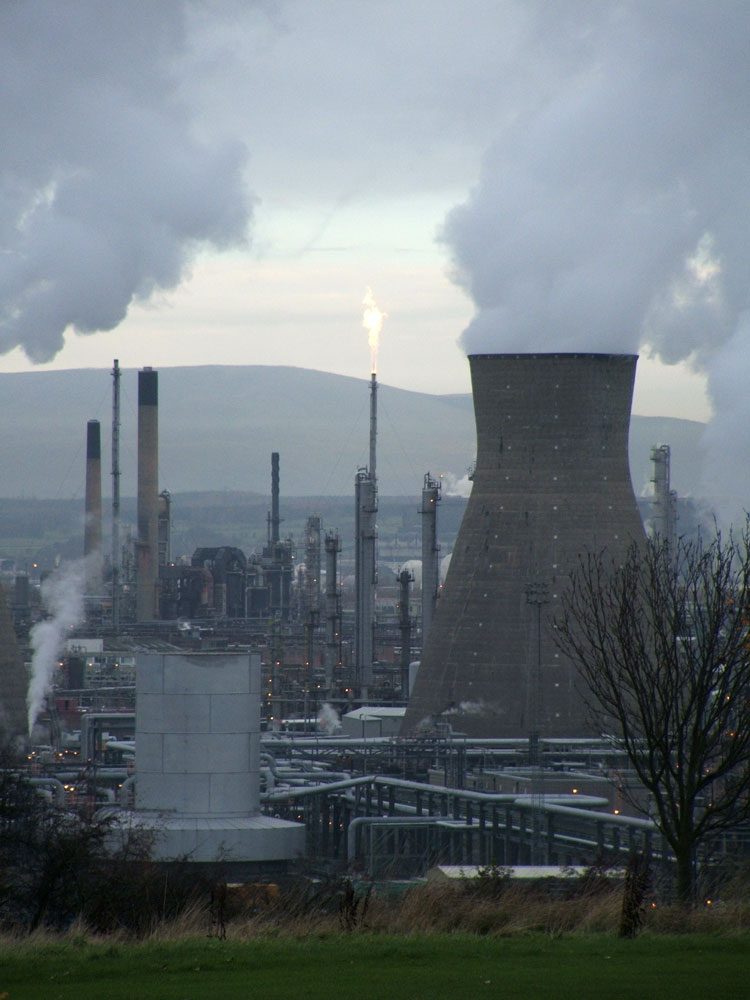
스코틀랜드 그랜지마우스에 위치한 정유 공장

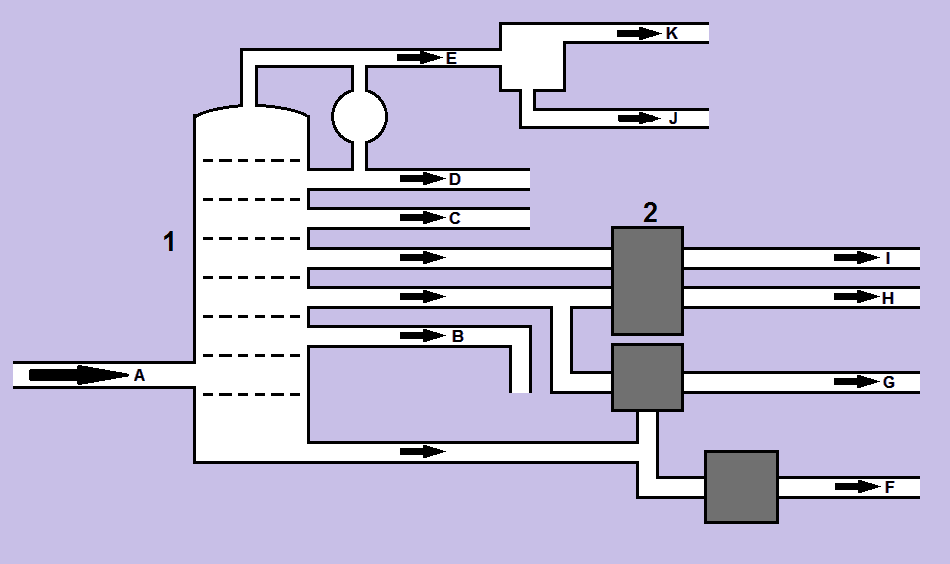
정유 공정 모식도

석유 제품(石油 製品)은 석유를 정유하여 생산한 여러 물질들이다. 석유를 이용하여 각종 화합물을 만드는 석유 화학과는 달리 석유 제품은 석유에 들어있는 여러 혼합물을 분리하여 정제한 제품을 뜻한다. 대표적으로 연료로 사용되는 휘발유, 경유와 같은 것들이 있다.
원유는 다양한 물질의 혼합물로 시장에서 판매되는 석유는 대부분 정유 과정을 통해 적당한 규격을 갖춘 석유 제품이다. 석유 제품 가운데 대부분은 휘발유를 비롯한 연료용 석유로 예를 들면 제트 연료, 경유, 등유와 같은 것들이 있다. 한편, 휘발성이 낮은 물질들은 아스팔트, 타르, 파라핀 왁스, 윤활유와 같은 것들로 정유되어 판매된다. 정유과정에서는 이외의 다른 석유 화합물도 정제되는데 이 물질들은 플라스틱의 원료나 기타 다른 공업 재료로 사용된다. 석유에는 소량의 황이 포함되어 있는데, 정유 공장의 탈황 공정을 모인 황 역시 판매된다. 이 외에도 원유의 크래킹 과정에서 정유 설비에 쌓이는 탄소와 증류 과정에서 발생하는 수소 역시 석유 제품의 하나로 볼 수 있다.

## 주요 정유 제품

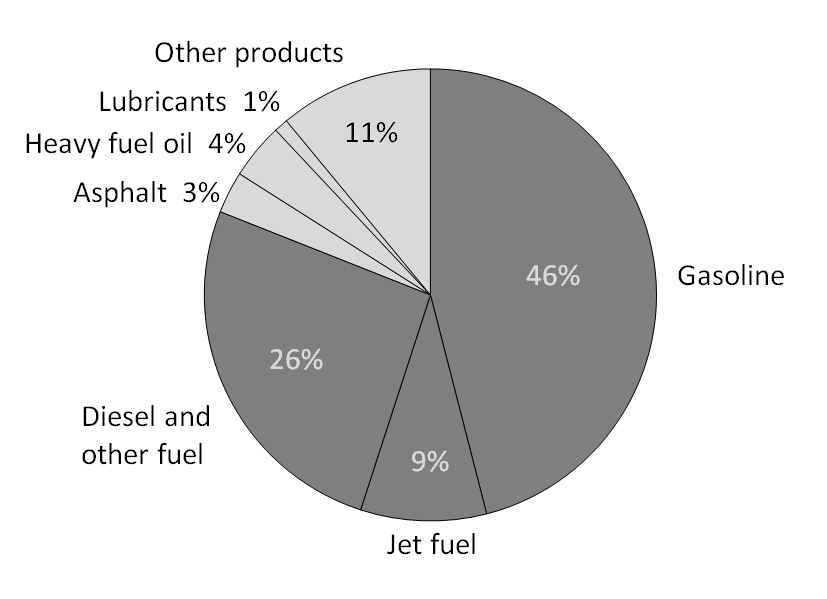
미국에서 정유되는 석유 제품의 전형적인 분할 그래프.
휘발유: 46%
경유: 26%
제트 연료 9%

- 아스팔트
- 경유
- 연료용 석유
- 휘발유
- 제트 연료
- 등유
- 액화 석유 가스 (LPG)
- 윤활유
- 파라핀 왁스
- 타르
- 기타 석유 화합물

## 사진
다음은 정유 과정을 통해 생산되는 석유 제품의 사진들이다.

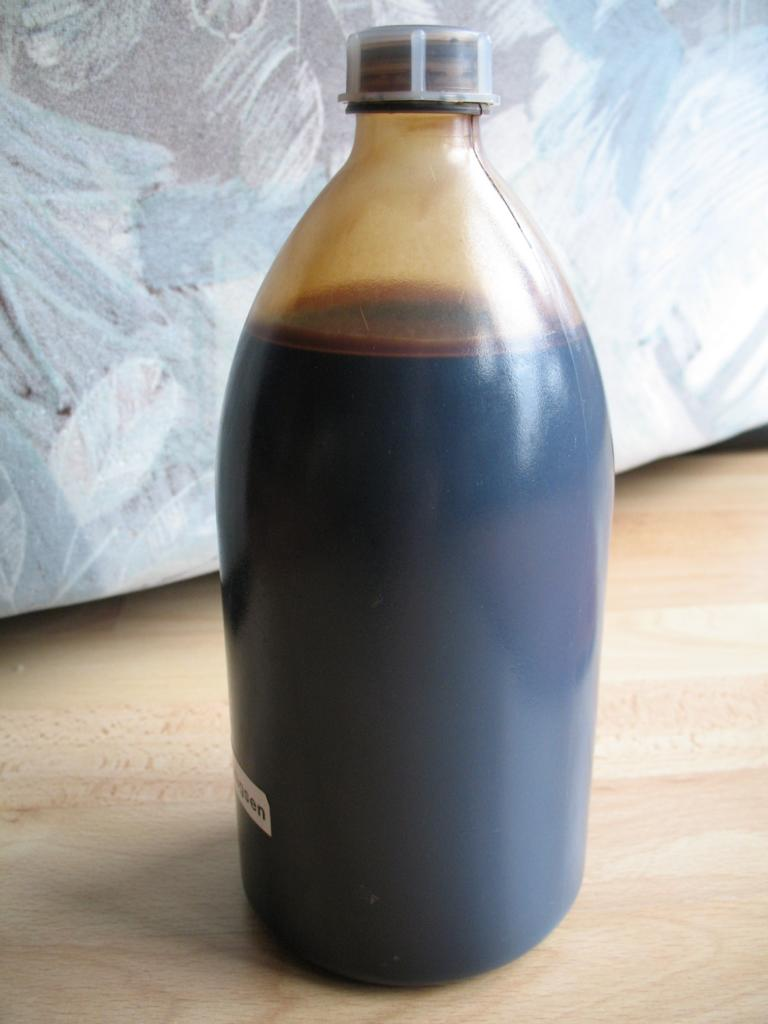
원유
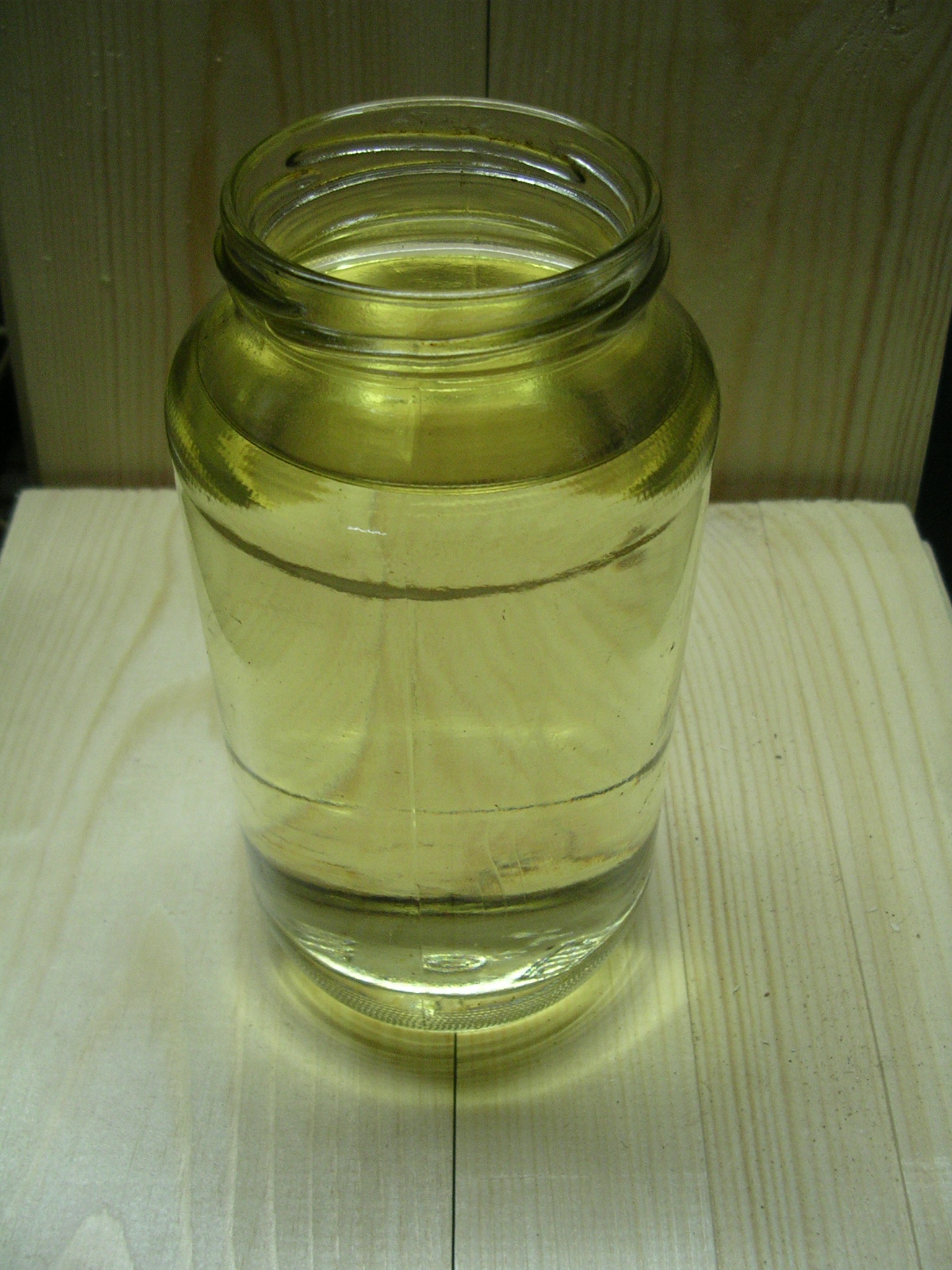
휘발유
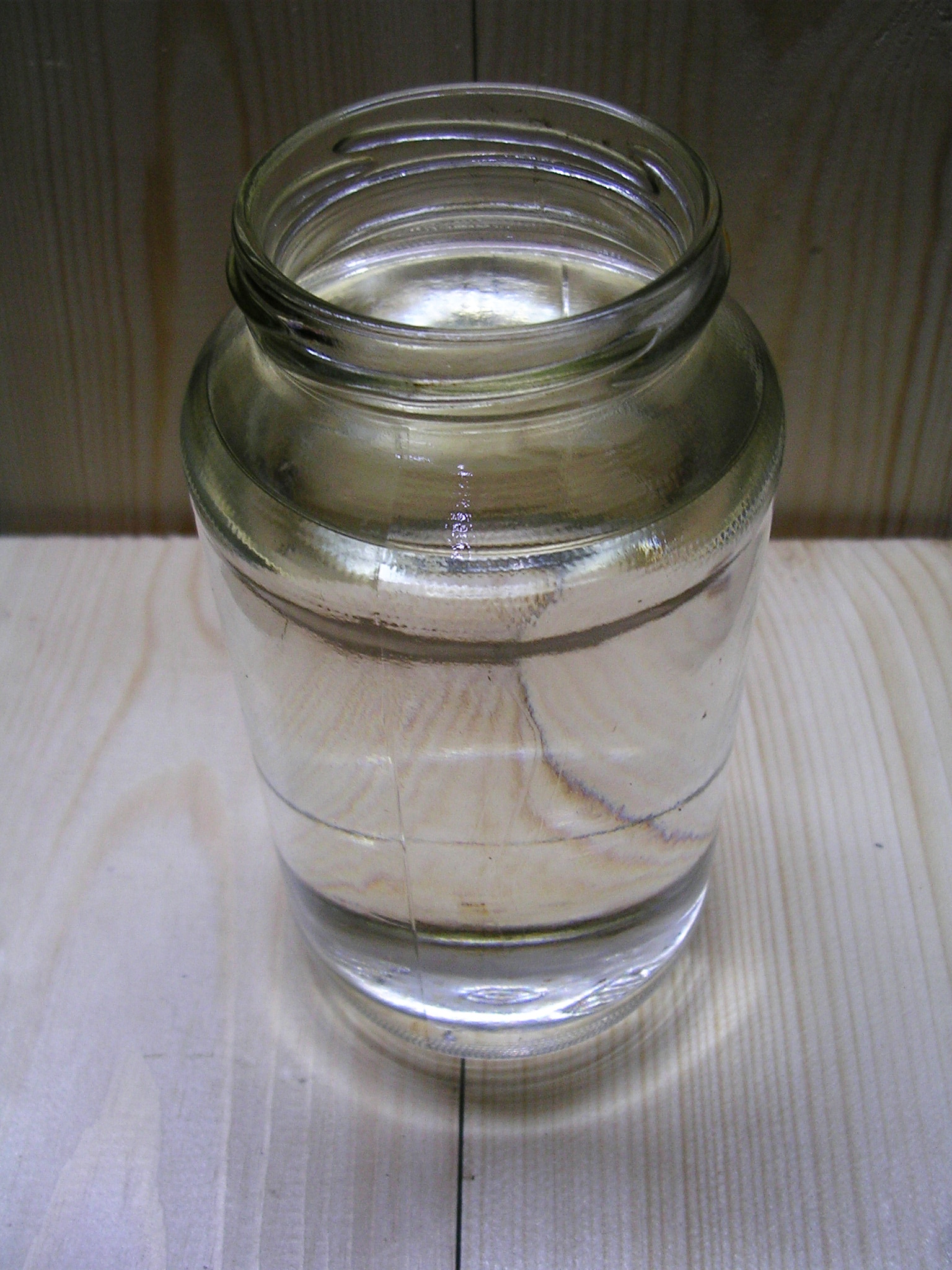
등유
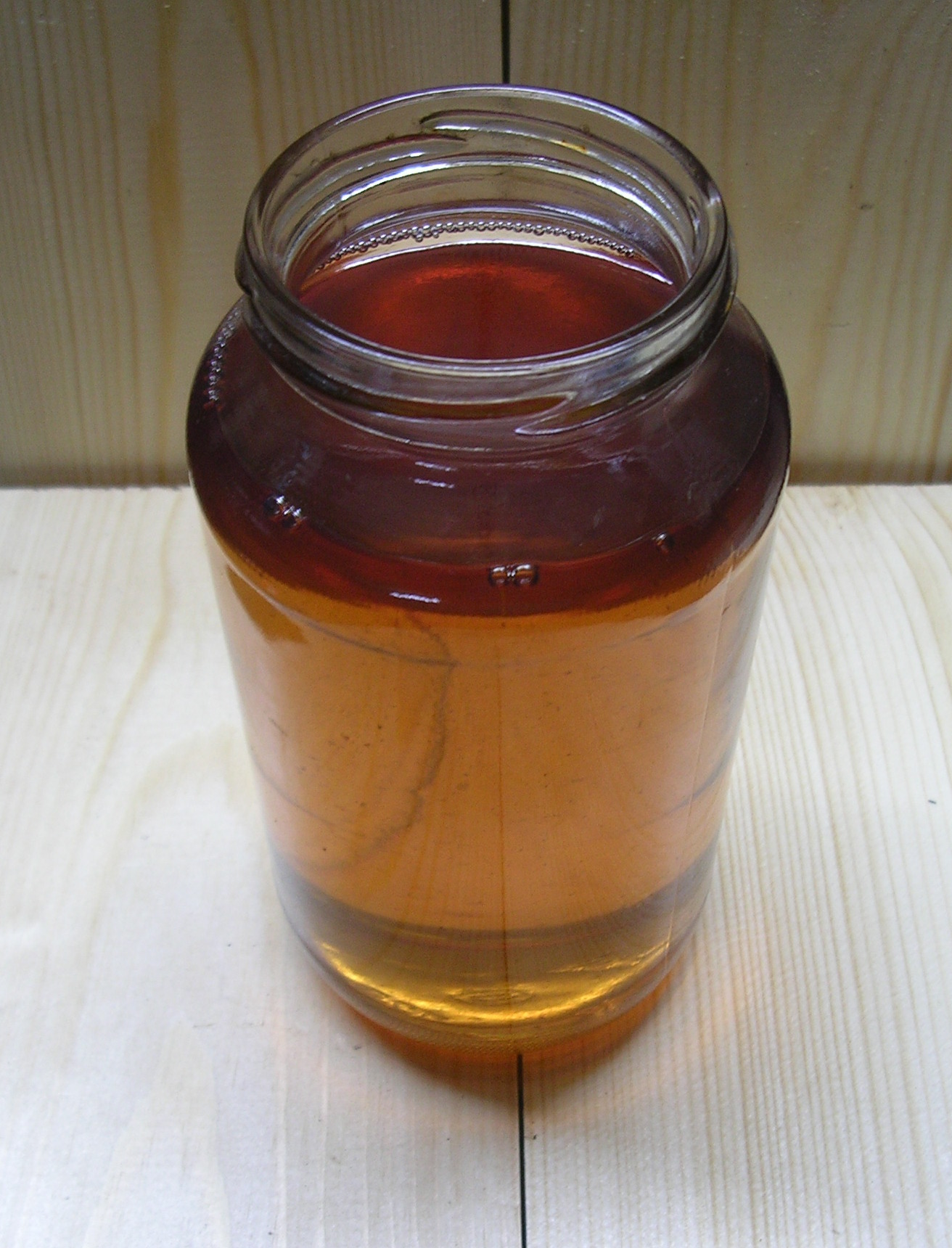
경유
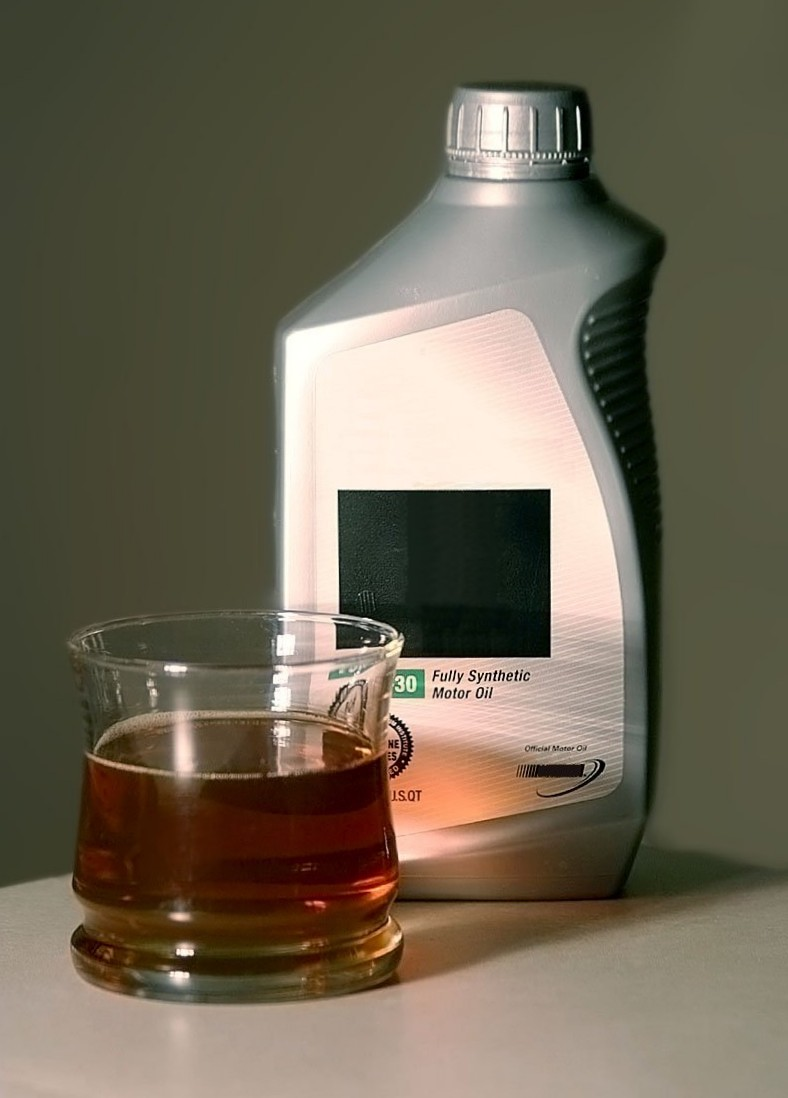
엔진 오일
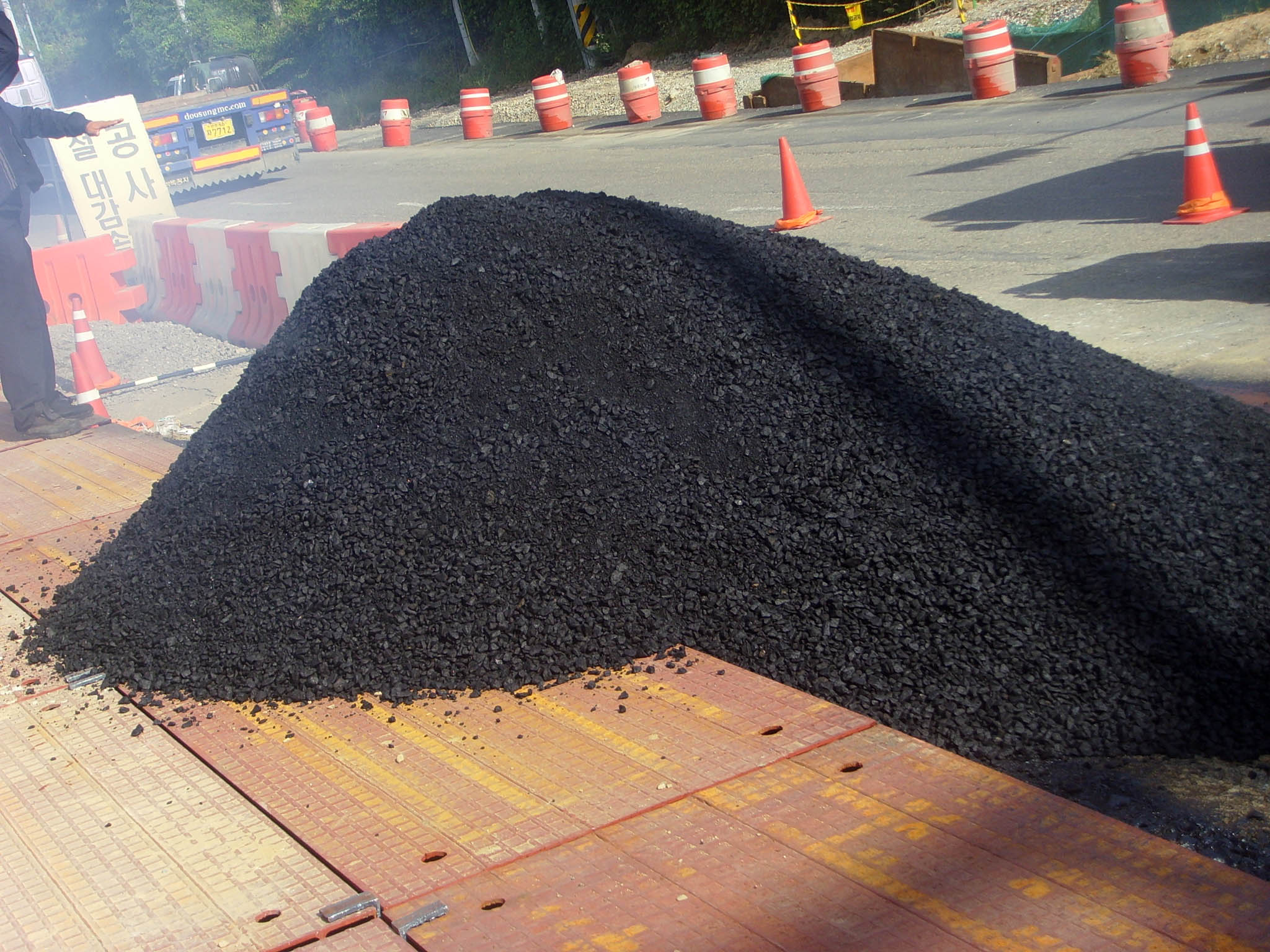
아스팔트
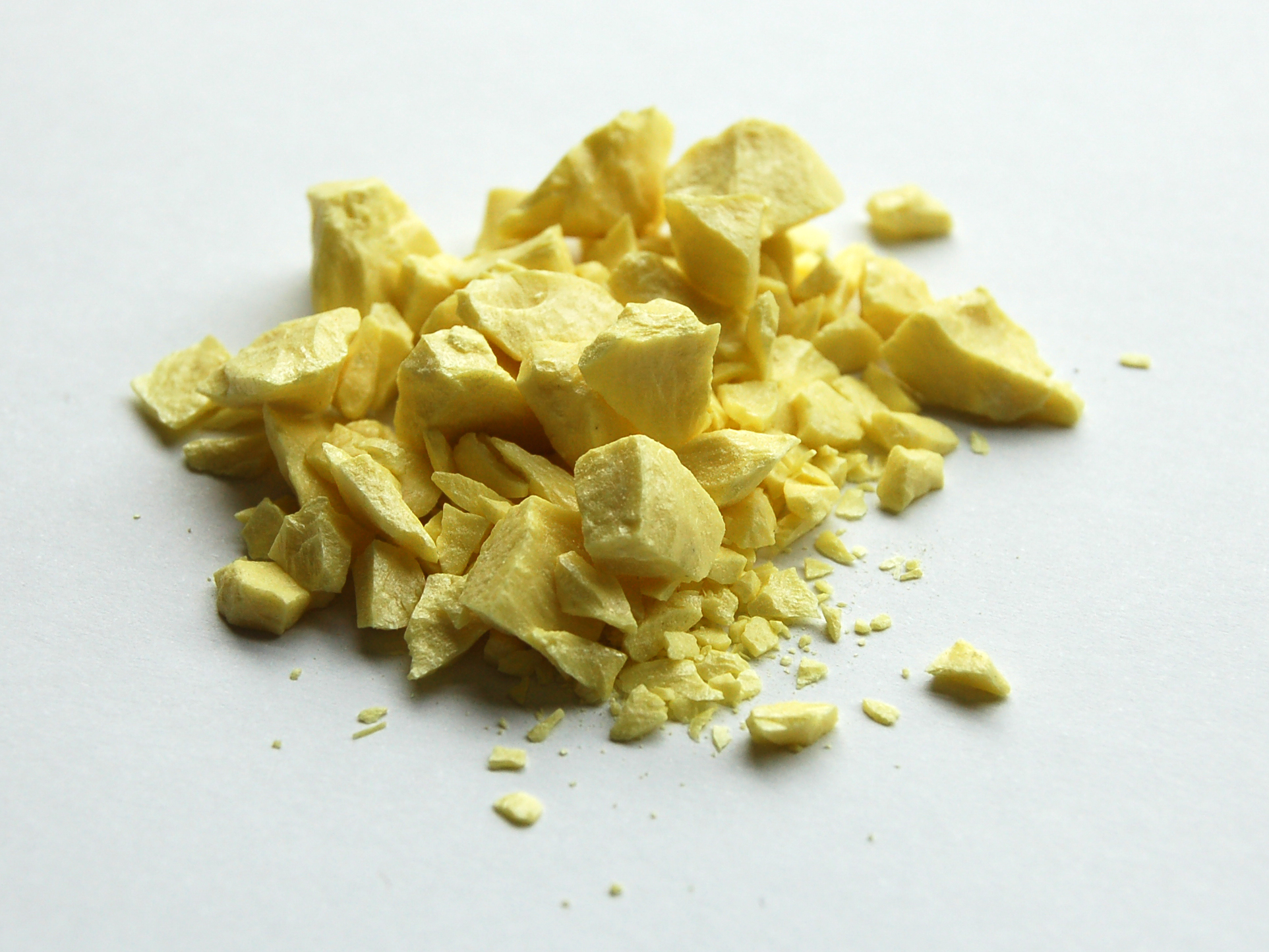
황